# Айбельштадт
Айбельштадт (нем. Eibelstadt) — город и городская община в Германии, в земле Бавария. 
Подчинён административному округу Нижняя Франкония. Входит в состав района Вюрцбург. Подчиняется управлению Айбельштадт.  Население составляет 2813 человек (на 31 декабря 2010 года). Занимает площадь 7,07 км². Официальный код  —  09 6 79 124.

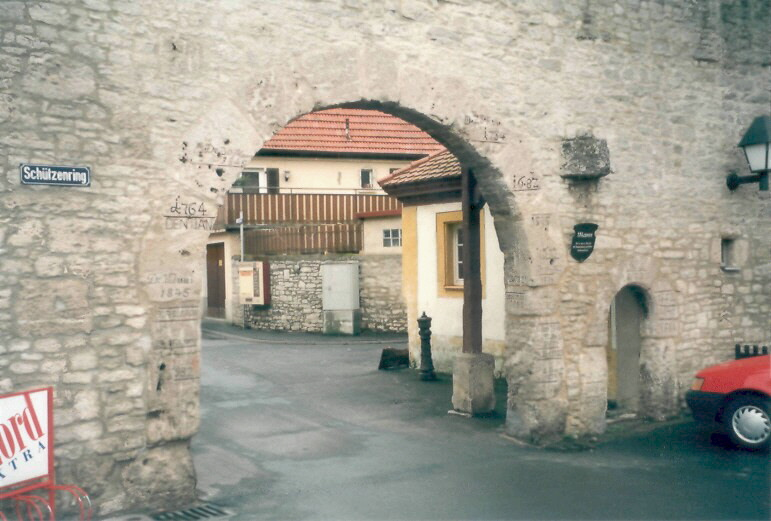
Арка в Айбельштадте

## Население
По оценке на 31 декабря 2015 года население общины Айбельштадт составляет 3022 чел. 

| Дата      | 1840 | 1871 | 1900 | 1925 | 1939 | 1950 | 1961 | 1970 | 1987 | 2011 |
| --------- | ---- | ---- | ---- | ---- | ---- | ---- | ---- | ---- | ---- | ---- |
| Население | 1330 | 1228 | 1160 | 1256 | 1428 | 1785 | 1776 | 2023 | 2279 | 2784 |

| Год       | 1960 | 1970 | 1980 | 1990 | 2000 | 2009 | 2010 | 2011 | 2012 | 2013 | 2014 | 2015 |
| --------- | ---- | ---- | ---- | ---- | ---- | ---- | ---- | ---- | ---- | ---- | ---- | ---- |
| Население | 1753 | 2071 | 2101 | 2521 | 2856 | 2807 | 2813 | 2786 | 2797 | 2808 | 2855 | 3022 |